# Ophion erato
Ophion erato är en stekelart som beskrevs av Ian D. Gauld 1988. Ophion erato ingår i släktet Ophion och familjen brokparasitsteklar. Inga underarter finns listade i Catalogue of Life.